# Epiphragma (Epiphragma) fabricii
Epiphragma (Epiphragma) fabricii is een tweevleugelige uit de familie steltmuggen (Limoniidae). De soort komt voor in het Neotropisch gebied.